# 1977 في البرازيل
فيما يلي قوائم الأحداث التي وقعت خلال عام 1977 في البرازيل.

## رياضة
- 23 يناير – جائزة البرازيل الكبرى 1977 الفائز كارلوس ريوتيمان.

## مواليد

### يناير
- 17 يناير – سيلفيو خوسيه كانتو لاعب كرة قدم برازيلي.
- 24 يناير – أديلتون مارتينز بولزان لاعب كرة قدم برازيلي.

### فبراير
- 3 فبراير – برونو كوادروس لاعب كرة قدم برازيلي.
- 15 فبراير – أندرسون جيل دي سامبايو لاعب كرة قدم برازيلي.
- 21 فبراير – رودريغو غرا لاعب كرة قدم برازيلي.
- 21 فبراير – فالدير دا سيلفا فيتالي لاعب كرة قدم برازيلي.
- 23 فبراير – ريكاردو كاواكانتا ريبيرو لاعب كرة قدم برازيلي.

### مارس
- 7 مارس – إيفاندو لاعب ومدرب كرة قدم برازيلي.
- 19 مارس – آلان دافيد زيتتي لاعب كرة قدم برازيلي.

### أبريل
- 28 أبريل – رونييليتون دوس سانتوس لاعب كرة قدم برازيلي.

### مايو
- 6 مايو – أندريه سا لاعب كرة مضرب برازيلي.
- 11 مايو – ماركوس باولو ألفيس لاعب كرة قدم برازيلي.
- 15 مايو – أريسريو بينتو سيلفا جونيور لاعب كرة قدم برازيلي.
- 29 مايو – سيرجيو روبيرتو بريرا دا سوزا لاعب كرة قدم برازيلي.
- 31 مايو – غوما أغيار

### يونيو
- 3 يونيو – كريستيانو ماركيز غوميز لاعب كرة قدم برازيلي.
- 17 يونيو – جونيور مارانا لاعب كرة قدم برازيلي.
- 19 يونيو – لوسيانو آشلي روشا كارلوس لاعب كرة قدم برازيلي.
- 22 يونيو – سوماليا لاعب كرة قدم برازيلي.
- 25 يونيو – فرناندا ليما ممثلة برازيلية.
- 29 يونيو – بيدرو باولو دي أوليفيرا لاعب كرة قدم برازيلي.

### يوليو
- 4 يوليو – دانييل ميلو لاعب كرة مضرب برازيلي.
- 20 يوليو – أليساندرو سانتوس لاعب كرة قدم برازيلي.
- 20 يوليو – سوزانا فرنر
- 20 يوليو – ماركينيوس بارانا، لاعب كرة قدم برازيلي.
- 22 يوليو – غوستافو نيري لاعب كرة قدم برازيلي.

### أغسطس
- 4 أغسطس – ماركو بريتو لاعب كرة قدم برازيلي.
- 8 أغسطس – كليمرسون دي أراوجو سواريز لاعب كرة قدم برازيلي.
- 24 أغسطس – دينيلسون دي أوليفيرا أراوجو لاعب كرة قدم برازيلي.
- 27 أغسطس – ديكو لاعب كرة قدم برازيلي.

### سبتمبر
- 2 سبتمبر – فيليبي جورج لاعب كرة قدم برازيلي.
- 10 سبتمبر – رودريغو البيتاتا لاعب كرة قدم برازيلي.
- 13 سبتمبر – فيتورينو هيلتون لاعب كرة قدم برازيلي.
- 14 سبتمبر – أليكساندرو دي سوزا لاعب كرة قدم برازيلي.
- 15 سبتمبر – كارلوس ألبرتو كارفاليو دوس أنغوس جونيور لاعب كرة قدم برازيلي.
- 23 سبتمبر – ماركوس أوريليو فيرنانديز دا سيلفا لاعب كرة قدم برازيلي.
- 24 سبتمبر – جان كارلو واتا لاعب كرة قدم برازيلي.

### أكتوبر
- 6 أكتوبر – خوسيه فرناندو فوماغالي لاعب كرة قدم برازيلي.
- 7 أكتوبر – إيدر قواتيريز لاعب كرة قدم برازيلي.
- 11 أكتوبر – إنلتون مينيزيس دو ميراندا لاعب كرة قدم برازيلي.
- 15 أكتوبر – أرثر أنتونيس كيومبرا جونيور لاعب كرة قدم برازيلي.
- 27 أكتوبر – أندرسون دا سيلفا دي جيسوس لاعب كرة قدم برازيلي.

### نوفمبر
- 19 نوفمبر – فابيانو إلر لاعب كرة قدم برازيلي.
- 20 نوفمبر – ريندوما فيريرا دي أوليفيرا لاعب كرة قدم برازيلي.
- 20 نوفمبر – فابيو جونيور لاعب كرة قدم برازيلي.
- 23 نوفمبر – لطيف كراودر دوس سانتوس ممثل أمريكي.

### ديسمبر
- 4 ديسمبر – تياغو خورخي أونوريو لاعب كرة قدم برازيلي.
- 4 ديسمبر – خوسيه جايلتون دوس سانتوس سيلفا لاعب كرة قدم برازيلي.
- 15 ديسمبر – محمد أوريليو لاعب كرة قدم برازيلي.
- 17 ديسمبر – إيليسيني ديفيد لاعبة كرة سلة برازيلية.
- 17 ديسمبر – ليدسون لاعب كرة قدم برازيلي.
- 21 ديسمبر – ألكسندر دي أوليفيرا لاعب كرة قدم برازيلي.
- 21 ديسمبر – أنتونيو برانداو لاعب كرة قدم برازيلي.

## وفيات

### مارس
- 10 مارس – خوسيه بيراسيو (مواليد 1917) لاعب كرة قدم برازيلي.
- 18 مارس – كارلوس بيس (مواليد 1944)

### يونيو
- 9 يونيو – جيرمانو بويتشر سوبرينيو (مواليد 1911) لاعب كرة قدم برازيلي.

### يوليو
- 17 يوليو – زوزيمو (مواليد 1932) لاعب كرة قدم برازيلي.